# Caral

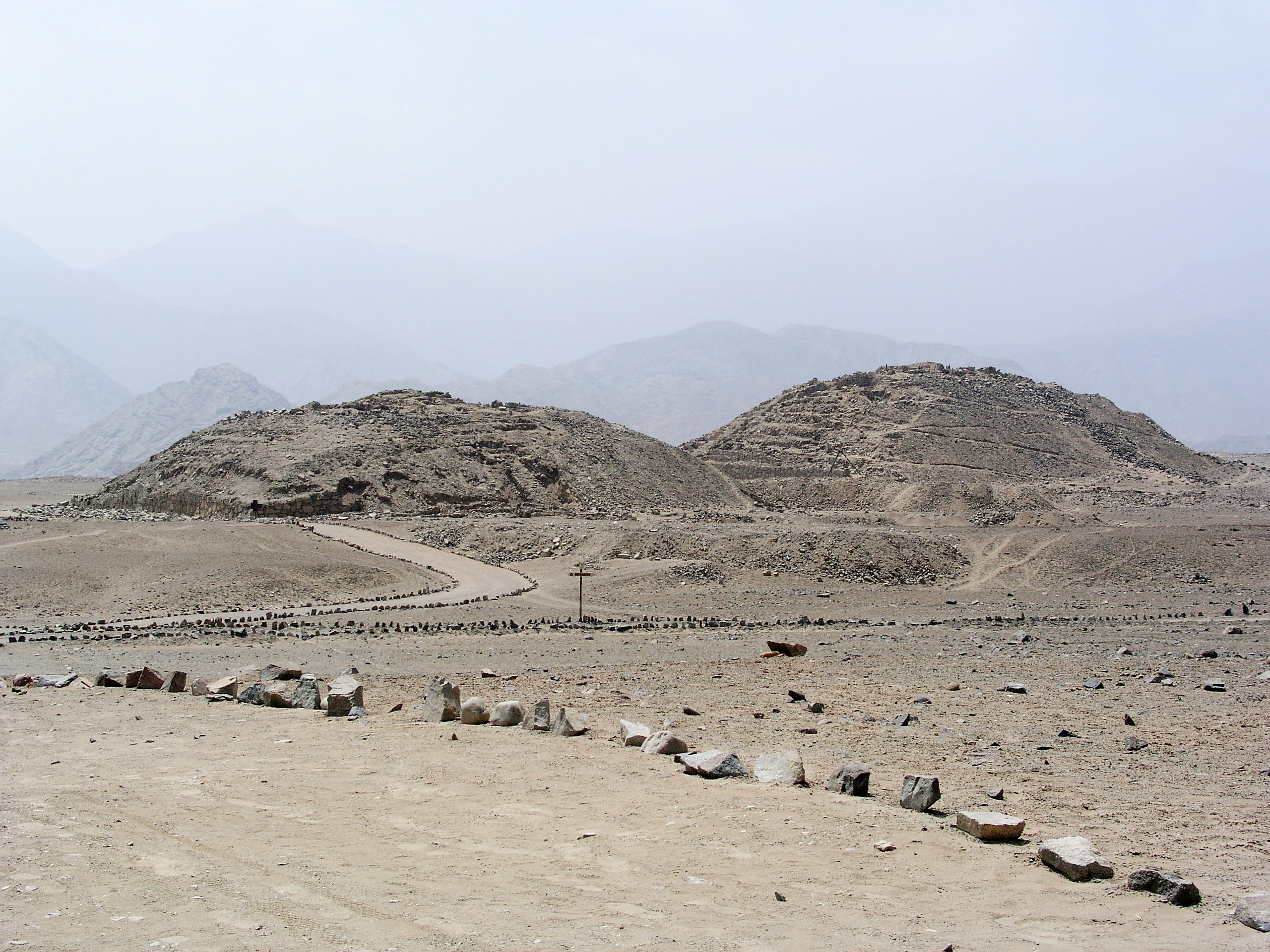
Pyramiden von Caral, Valle de Supe

Caral ist die älteste bekannte Stadtsiedlung auf dem amerikanischen Kontinent. Die Siedlung Caral-Supe liegt in Peru, etwa 200 km nördlich von Lima und 25 km landeinwärts der Pazifikküste im Tal des meist ausgetrockneten Río Supe. Seit Juni 2009 ist diese Stätte in der Provinz Huaura Teil des UNESCO-Welterbes.

## Geschichte
Das Alter von Caral und seiner Kultur wurde anhand von gefundenen Schilf- und Baumwollnetzen mit der C-14-Methode auf ca. 2600-2000 v. Chr. datiert. 
Die Blütephase von Caral fällt in die sogenannte „Initialphase“ (2500–2000 v. Chr.), in der der gesamte zentrale Andenraum einen großen Aufschwung erlebte, was auch an der Einführung der Keramik deutlich wird. Somit entstand Caral etwa zur gleichen Zeit wie die ersten Städte in Mesopotamien, Ägypten und dem heutigen Pakistan.
Im Jahr 1905 war der deutsche Archäologe Max Uhle der erste Forscher, der das Caral-Tal untersuchte. Er begann mit Ausgrabungen in Áspero, einer damals noch nicht genauer datierbaren Fischersiedlung aus der Zeit Carals an der Mündung des Supe-Flusses in den Pazifik. Im Jahr 1940 machte der Historiker Paul Kosok Luftaufnahmen von Caral. Seit dem Jahr 1994 erforscht die peruanische Archäologin Ruth Shady Solís das Caral-Tal.
Nach achtjährigen Ausgrabungen wurde 2025 rund 10 Kilometer östlich von Caral die Stätte von Peñico eröffnet, einer Nachfolgesiedlung Carals mit einer Gründung um etwa 1.800 vor Christus. Die Ausgrabung stand unter der Leitung der Chef-Archäologin von Caral Ruth Shady Solís.

## Architektur

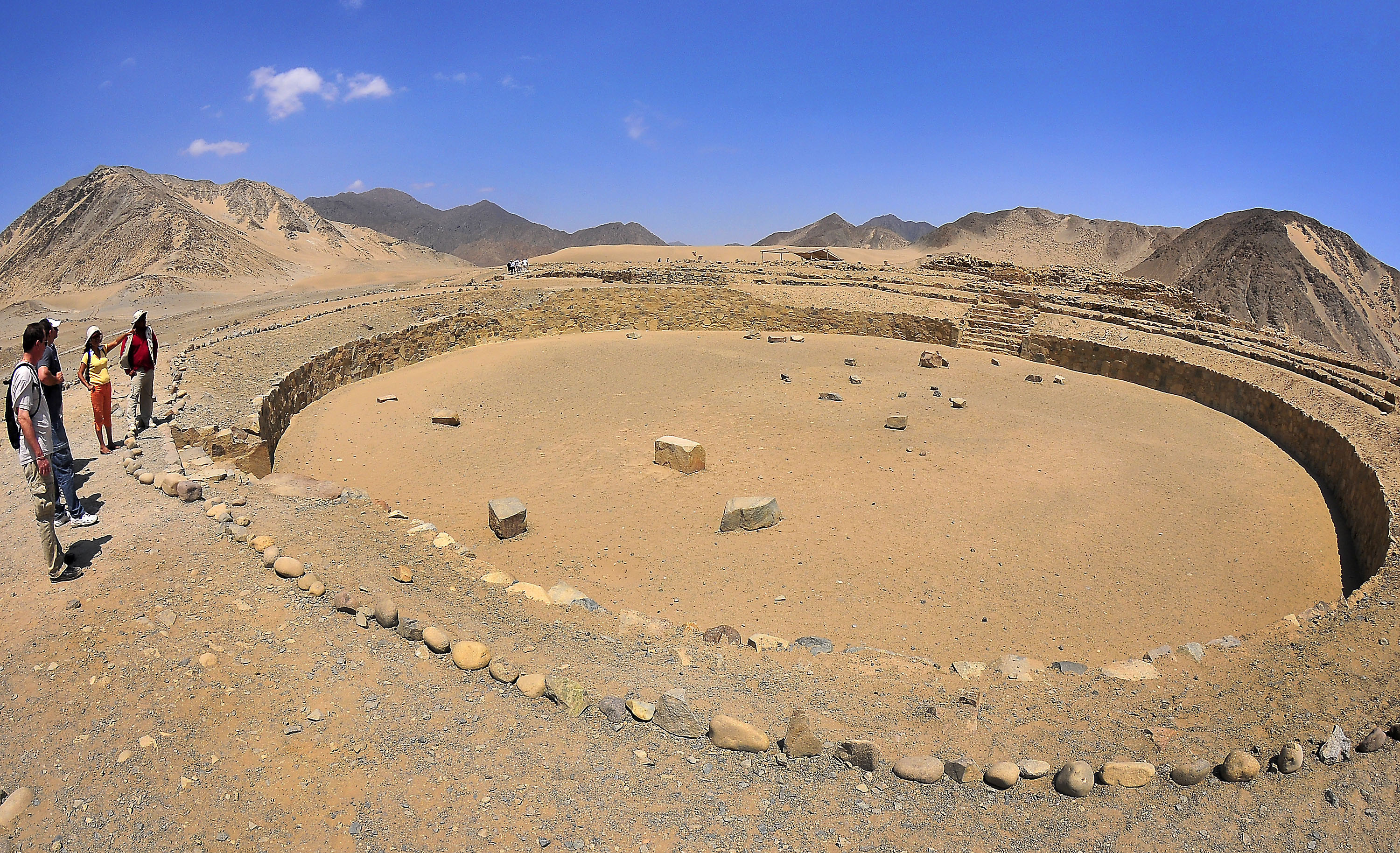
Kreisrunder, abgesenkter Hof

Begrenzt wird das ca. 620 ha große Siedlungsgebiet von Caral durch sechs flache, gestufte pyramidenförmige Erhebungen, von denen die größte 160 m lang, 150 m breit und 18 m hoch ist. Am Eingang der Pyramide befinden sich zwei 3,50 m hohe Monolithe aus Granit; woher die Steine stammen, ist noch nicht geklärt. Die kleinste Pyramide ist ca. 60 m lang, 45 m breit und hat eine Höhe von 10 m. Als Fundamente wurden in Schilfnetz-Taschen gelegte Steine verwendet, die insbesondere bei Erdbeben einen stabilen Baugrund gewährleisteten. 
Innerhalb des von den Pyramiden gebildeten Rings liegt ein kreisrunder, abgesenkter Hof, der von einigen Autoren als „Amphitheater“ interpretiert wird. Im abgesenkten Hof wurden 32 aus den Knochen von Pelikanen und Kondoren geschnitzte Flöten und 37 aus Hirsch–und Lamaknochen hergestellte Hörner gefunden.
Im Jahre 2025 wurde die Entdeckung der Reste einer Pyramide bekannt gegeben.

## Kultureller Hintergrund
Ruth Shady Solís vermutet, dass die Küstengebiete durch das Wetterphänomen El Niño regelmäßig von verheerenden Überschwemmungen heimgesucht und die Einwohner hierdurch in das Wüstengebiet getrieben wurden. Das gesamte Tal ist von Bewässerungskanälen durchzogen und ermöglichte so den Anbau von Kürbis, Bohnen und anderem Gemüse. Getreidesamen wurden bislang nicht ermittelt, dafür aber Baumwollsamen; Baumwolle wurde zur Herstellung von Fischernetzen benötigt.

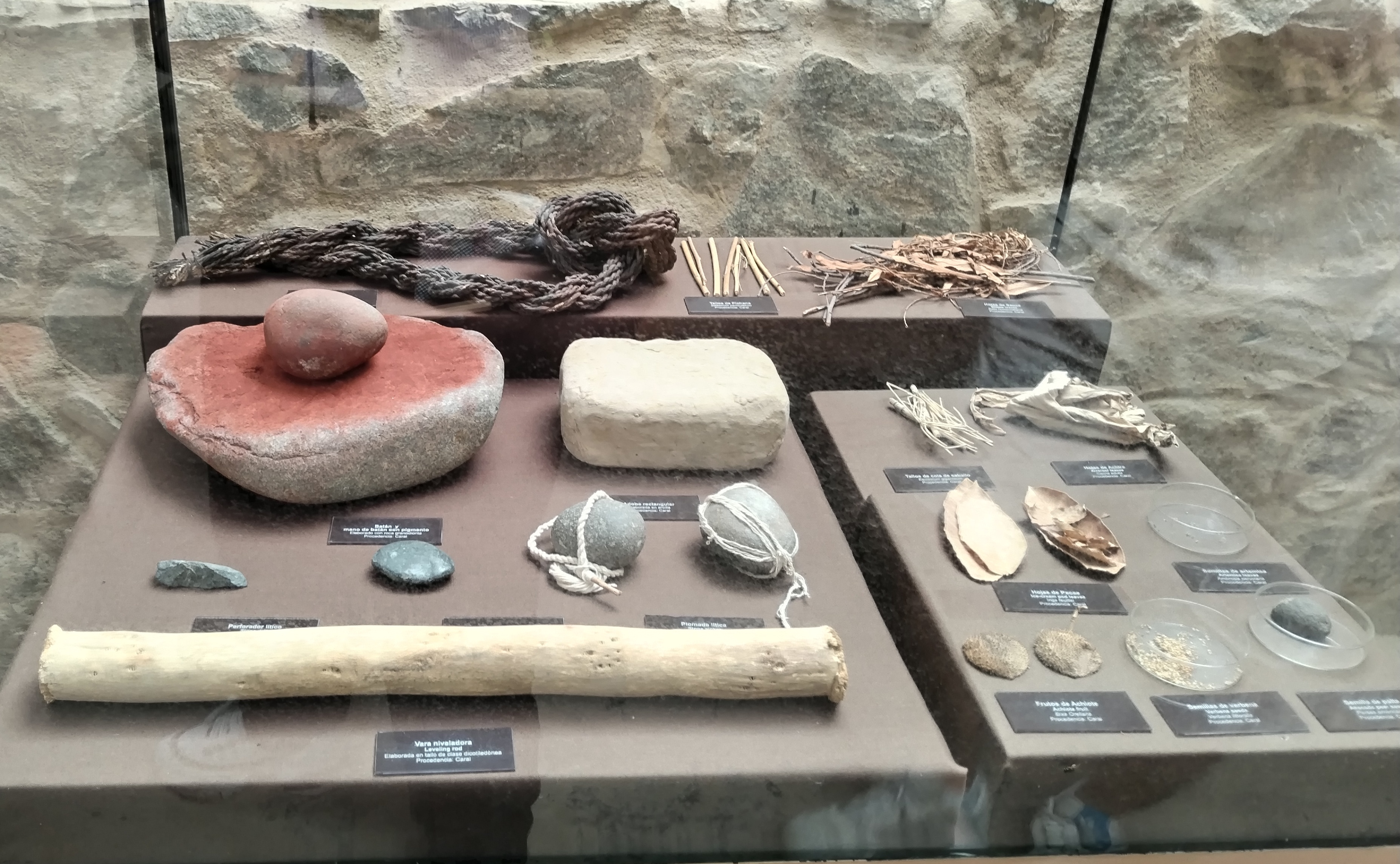
Fundstücke aus der Citadelle von Caral

Weil Caral nur ca. 25 km von der Küste entfernt lag, wurden als Nahrungsmittel Meeresfische gegessen. Wahrscheinlich tauschten die Bewohner von Caral die Fische gegen von ihnen hergestellte Netze aus Baumwolle ein. Bei den Ausgrabungen fanden sich auch Fischgräten, Schneckenhäuser und Muscheln von Tieren, die auch im Amazonasgebiet vorkommen. Auch Überreste des Annattostrauchs und Cocasamen wurden gefunden, daraus schloss Shady Solís auf weitverzweigte Handelsverbindungen Carals bis in den Andenraum.
Die Einwohnerzahl von Caral war eher gering, sie wird auf dem Höhepunkt seiner Entwicklung mit ungefähr 1.000 geschätzt. Am unterschiedlich aufwändigen Stil der Gebäude lässt sich eine soziale Schichtung erkennen. Bisher sind in der Stadt nur wenige Skelette gefunden worden. Ein Friedhof wurde bis jetzt nicht lokalisiert. Die Besiedlung der Stadt endete etwa um 1600 v. Chr.; Gründe für das Ende sind nicht bekannt. Ein Hauptgrund könnte in der zunehmenden Versandung des Siedlungsgebiets und der Küstenlagunen zu suchen sein.